# 259 Алетеја
259 Алетеја (лат. 259 Aletheia) је астероид главног астероидног појаса са пречником од приближно 178,60 km.
Афел астероида је на удаљености од 3,533 астрономских јединица (АЈ) од Сунца, а перихел на 2,752 АЈ.
Ексцентрицитет орбите износи 0,124, инклинација (нагиб) орбите у односу на раван еклиптике 10,800 степени, а орбитални период износи 2034,943 дана (5,571 година).
Апсолутна магнитуда астероида је 7,76 а геометријски албедо 0,043.
Астероид је откривен 28. јуна 1886. године.